# Чонджон (ван Чосону)
Чонджон (кор. 정종, 定宗, Jeongjong, Chŏngjong); ім'я при народженні Лі Пангва (кор. 이방과, 李芳果, I Bang-gwa, I Panggwa; 18 липня 1357 — 15 жовтня 1419) — корейський правитель, другий володар держави Чосон.
Посмертний титул — Сунхьо-теван .